# Utrecht (prowincja)
Utrecht – prowincja w Holandii ze stolicą w mieście Utrecht.

## Gminy
Prowincja Utrecht jest podzielona na 26 gmin:

- Amersfoort
- Baarn
- Bunnik
- Bunschoten
- De Bilt
- De Ronde Venen
- Eemnes
- Houten
- IJsselstein
- Leusden
- Lopik
- Montfoort
- Nieuwegein
- Oudewater
- Renswoude
- Rhenen
- Soest
- Stichtse Vecht
- Utrecht
- Utrechtse Heuvelrug
- Veenendaal
- Vianen
- Wijk bij Duurstede
- Woerden
- Woudenberg
- Zeist

## Religia
W prowincji Utrecht dominują następujące wyznania (1999): 
- Protestantyzm - 27%
- Katolicyzm - 20%[potrzebny przypis]